# Eutropis quadricarinata
Espèce
Synonymes
- Mabuya quadricarinata Boulenger, 1887
- Mabuya anakular Annandale, 1905

Eutropis quadricarinata est une espèce de sauriens de la famille des Scincidae.

## Répartition
Cette espèce se rencontre en Birmanie et en Inde.

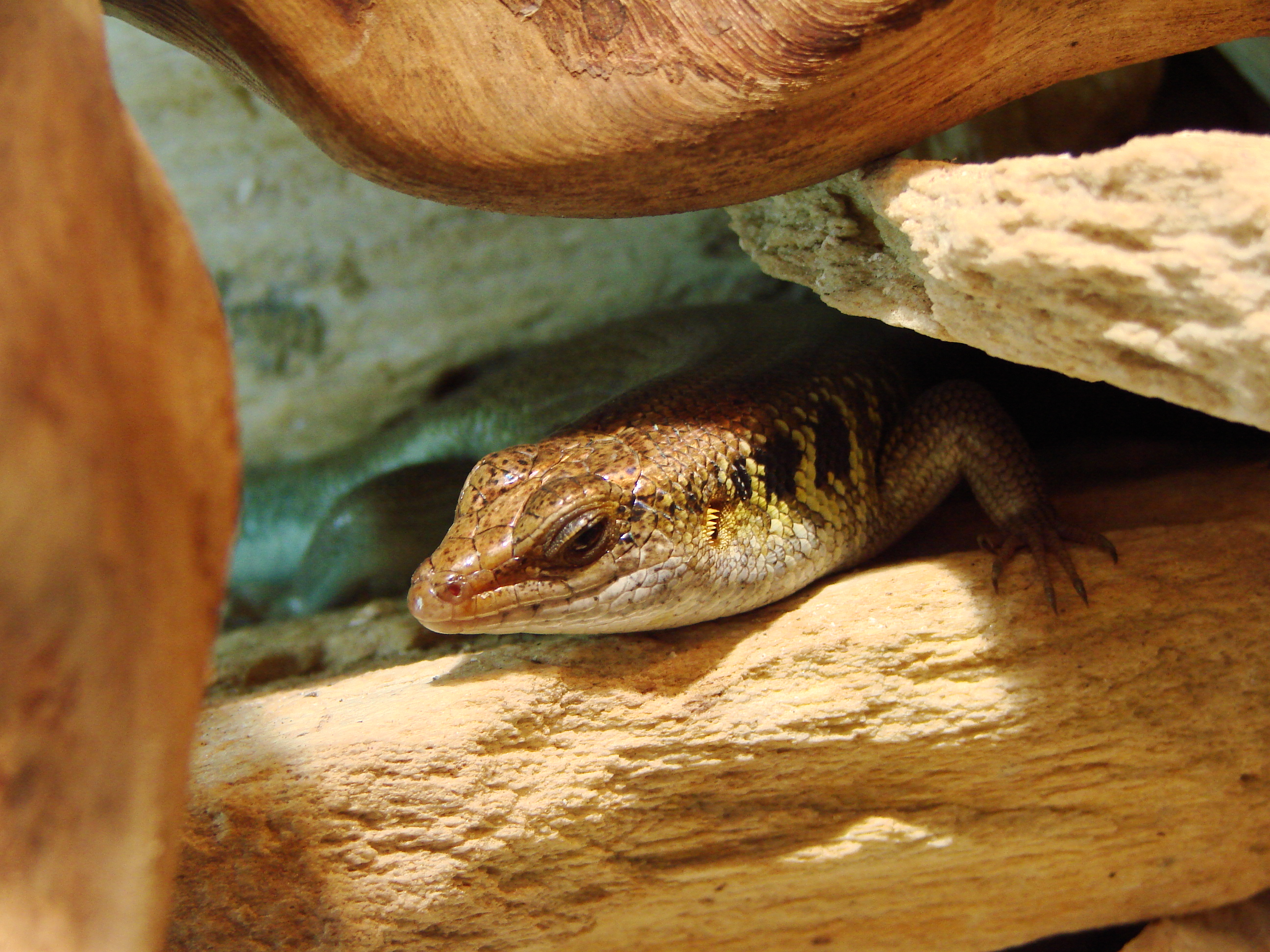

## Publication originale
- Boulenger, 1887 : An account of the Scincoid lizards collected from Burma for the Genoa Civic Museum by Messrs. G.B. Comotto and L. Fea. Annali del Museo civico di storia naturale di Genova, sér. 2, vol. 4, p. 618-624 (texte intégral).